# Tipo de cambio a plazo
El tipo de cambio a plazo o tipo de cambio forward (del inglés: forward exchange rate), también denominado tasa forward o precio forward, es el tipo de cambio en el que un banco acuerda intercambiar una divisa por otra en una fecha futura, cuando entre en vigencia un contrato forward con un inversor. Las empresas multinacionales, los bancos y otras instituciones financieras entran en contratos forward para tomar ventaja de la tasa a plazo para propósitos de cobertura. El tipo de cambio a plazo es determinado por una relación de paridad entre el tipo de cambio spot y las diferencias en tasas de interés entre dos países, que reflejan un equilibrio económico en el mercado de divisas, en el cual las oportunidades de arbitraje son eliminadas. Cuando hay equilibrio y las tasas de interés varían entre dos países, la condición de paridad implica que la tasa forward incluye una prima o descuento que refleja la tasa de interés diferencial. Los tipos de cambio a plazo tienen importantes implicancias teóricas para pronosticar futuros tipos de cambio spot. Economistas financieros han adelantado una hipótesis según la cual la tasa forward predice con exactitud el tipo de cambio spot futuro, para lo cual la evidencia empírica es mixta.

## Introducción
El tipo de cambio a plazo es la tasa en la cual un banco comercial está dispuesto a comprometerse a intercambiar una divisa por otra en una fecha futura especificada. Es un tipo de precio a plazo. Es el tipo de cambio negociado hoy entre un banco y un cliente al firmar un contrato forward en el que acuerdan comprar o vender cierta cantidad de moneda extranjera en el futuro. Las empresas multinacionales y las instituciones financieras a menudo usan el mercado a plazo para cubrir futuras cuentas por pagar o deudas activas denominadas en una moneda extranjera contra el riesgo de cambio al usar un contrato forward para bloquear un tipo de cambio a plazo. Normalmente se suelen emplear los contratos forward como cobertura para grandes transacciones, mientras que los contratos de futuros son usados para transacciones menores. Esta diferencia se debe a la personalización que permiten a los bancos los contratos forward negociados over-the-counter versus la estandarización de los contratos de futuros, que son negociados en una bolsa de valores. Los bancos suelen cotizar tasas forward para monedas fuertes en vencimientos de uno, tres, seis, nueve o doce meses; sin embargo, en algunos casos, las cotizaciones para mayores plazos de vencimiento están disponibles hasta cinco o diez años.